# Dia Internacional de les Defensores de Drets Humans
El Dia Internacional de les Defensores de Drets Humans i dels que treballen pels drets humans de les dones es commemora el 29 novembre i està dedicat a el reconeixement de les dones que, a títol individual o col·lectiu, treballen per fer realitat els drets recollits en la Declaració Universal dels Drets Humans i en les diverses normes que la desenvolupen. Va ser declarat durant la Primera Consulta Internacional de Dones Defensores que es va realitzar a Colombo el 2005 i se celebra cada any des del 29 de novembre de 2006. La primera resolució adoptada per l'Assemblea General de l'ONU sobre les defensores de drets humans va ser aprovada el 18 de desembre de 2013 i és coneguda com a «Resolució defensores».
Segons el Consell de Drets Humans de les Nacions Unides la situació és especialment complicada per a aquelles dones defensores que denuncien la violència contra les dones, en particular en les zones rurals o semi-urbanes, les que denuncien devastació ambiental per projectes extractius, les que treballen pels drets a la salut reproductiva, les que són estigmatitzades socialment per la seva ètnia, discapacitat, edat o preferència sexual, i les que es troben en territoris en situació de guerra o amb presència militar o en territoris controlats per grups de crim organitzat.
En els atacs comesos contra les dones defensores de drets humans i les organitzacions que treballen pels drets de les dones és comú trobar expressions de discriminació i violència de gènere com ara campanyes de difamació basades en estereotips de gènere, agressions sexuals o amenaces de violació, atacs a les famílies de les defensores i fins i tot casos de feminicidi. El 29 de novembre està dedicat de manera específica a les dones activistes mentre que el 9 de desembre se celebra el Dia Internacional de les Persones Defensores dels Drets Humans.

## Obstacles i discriminacions de les dones defensores
Les dones lideren les lluites i les resistències de les seves comunitats per defensar els seus territoris, el medi ambient, els drets dels pobles indígenes i afrodescendents. Van abandonar l'esfera privada per a enfrontar-se a poderosos interessos empresarials i estatals que porten conflictivitat social, empobriment i corrupció.
Segons el Consell de Drets Humans de l'ONU, ser dona i activista en la defensa dels drets humans fa augmentar els riscos als quals s'enfronten en l'exercici del seu treball: afecten la seva salut, la seva vida, les seves relacions familiars i comunitàries, disminueixen la seva capacitat d'aportació, afectant les organitzacions en què participen i les causes per les quals lluiten. També dificulten que més dones exerceixin els seus drets polítics i contribueixin amb la seva participació al desenvolupament i la democràcia de tota la societat.
Aquesta discriminació també inhibeix i desanima a les dones agents de canvi però que per por a represàlies ni tan sols s'atreveixen a identificar-se com a defensores de drets humans.
La discriminació contra les dones defensores de drets humans i els obstacles que enfronten s'expressen en:
- Atacs misògins: les dones que decideixen trencar amb els rols tradicionals de gènere per exigir els seus drets i els de les seves comunitats solen enfrontar-se a la desaprovació i estigmatització. Els atacs que pateixen, sovint a través dels mitjans de comunicació, giren al voltant dels mateixos estereotips que les defensores desafien a través del seu treball. Solen ser etiquetades com a «males mares» o «putes», la seva orientació sexual és qüestionada i poden ser ridiculitzades per la seva aparença física o per la seva suposada falta de «feminitat».
- Violència basada en el gènere: les agressions sexuals o les amenaces de violació i els atacs contra els seus familiars són dos tipus d'agressions específiques contra defensores de drets humans. Aquestes agressions són comeses per les autoritats i institucions de l'Estat així com per agents privats com empreses, però també per les seves pròpies famílies, comunitats i organitzacions.
- Manca de protecció i accés a la justícia: quan una dona defensora de drets humans és agredida, és més probable que no compti amb el suport de la seva família o comunitat i, de vegades, fins i tot la de la seva organització. Això es deu a la persistència d'estereotips de gènere que porten a qüestionar i criticar el fet que les dones participin en la política i no es dediquin a tasques domèstiques. D'altra banda, quan una dona defensora ha estat agredida i denuncia davant de la justícia, és probable que s'enfronti amb autoritats que la revictimitzen i posin en dubte la validesa del seu testimoni i la gravetat dels fets. Moltes d'aquestes dones tampoc compten amb els recursos necessaris per a dur a terme accions legals. D'altra banda, els mecanismes de protecció existents manquen en general d'un adequat enfocament de gènere que prendria en compte la desigualtat, discriminació i exclusió que enfronten les dones en la societat i proposaria una resposta eficaç per a respondre a les seves necessitats i prioritats. Les mesures de protecció solen no ser sensibles al gènere en no tenir en compte les situacions particulars de les dones, com ara, el seu paper de cuidadores en la família.
- Manca de recursos per a les organitzacions de dones i suport a la participació de les defensores en la vida política i pública: les organitzacions de dones tendeixen a tenir menys accés als recursos i menys suport polític per a la realització del seu treball. Moltes dones defensores no són reconegudes pel seu lideratge i contribució, fins i tot en les seves pròpies organitzacions, famílies i comunitats, i han de carregar, soles, amb les seves tasques domèstiques i de cura mentre busquen temps per participar en activitats públiques o polítiques.[4]